# Cayo Asinio Galo
Cayo o Gayo Asinio Galo  (41 a. C.-33) fue un político, crítico de arte e historiador romano. Casó con Vipsania, la que fuera esposa de Tiberio, y se mostró muy crítico con el emperador. Finalmente fue procesado y encarcelado, acusado de adulterio con Agripina la Mayor. Murió de inanición en prisión.

## Familia
Galo fue miembro de la gens Asinia. Era hijo de Cayo Asinio Polión y hermano de Asinia, esposa de Marco Claudio Marcelo Esernino. Casó con Vipsania en el año 11 a. C., divorciada del emperador Tiberio, con la que tuvo al menos cinco hijos: Cayo Asinio Polión, Marco Asinio Agripa, Asinio Galo, Asinio Salonino y Servio Asinio Céler. Un sexto hijo, Cneo Asinio, se identifica generalmente con Asinio Salonino.

## Carrera pública
Fue elegido cónsul en 8 a. C. y procónsul de Asia de 6-5 a. C. Fue amigo del emperador Augusto y adversario del emperador Tiberio. Introdujo medidas en el Senado para disminuir los poderes de Tiberio, como un intento por deshonrarlo. Avergonzó públicamente a Tiberio cuando tomó el poder en el año 14. Durante el reinado de Tiberio sufrió una implacable persecución por parte del prefecto de la Guardia Pretoriana, Sejano, por negarse a aprobar unas condenas de ciudadanos romanos ordenadas por este solamente basándose en su deseo de eliminar rivales políticos. 
Asinio Galo no renegó nunca de su paternidad del hijo de Tiberio y Vipsania, Druso el Joven, heredero al trono de 19 a 23, lo que significaba que podría ser el padre del niño que Vipsania esperaba cuando se divorció. Después de la muerte de Vipsania, cortejó a la viuda de Germánico, Agripina la Mayor, lo que combinado con el hecho de haberse casado con Vipsania le valió la enemistad de Tiberio.
En 30, a instigación de Tiberio, quien acusó a Asinio de haber cometido adulterio con Agripina la Mayor, el Senado lo declaró «enemigo público». Fue encarcelado en confinamiento en solitario y su nombre fue borrado de todos los monumentos públicos (damnatio memoriae), aunque fue rehabilitado a la muerte del emperador.
Falleció en el año 33 por inanición tras tres años de prisión.
Como historiador, fue amigo de Claudio (futuro emperador) y escribió una obra sobre Cicerón que no ha llegado a nuestros días.